# Anna Leporska
Anna Aleksandrowna Leporska, ros. Анна Александровна Лепорская (ur. 1 lutego 1900 w Czernihowie, zm. 1982) – rosyjska malarka, graficzka i projektantka.

## Życiorys
Urodziła się w 1900 r. Studiowała w pskowskiej szkole sztuk pięknych w latach 1918–1922. W latach 1923–1926 studiowała i pracowała w Instytucie Kultury Artystycznej jako studentka i asystentka Kazimierza Malewicza, a potem przez wiele lat przechowywała dokumenty i szkice po nim. Brała też udział w tworzeniu pracy Czarny kwadrat. Podczas pracy u Malewicza poznała męża Nikołaja Sieczinima. Od 1942 r. pracowała w leningradzkiej fabryce porcelany im. Łomonosowa.
W okresie przedwojennym tworzyła obrazy olejne i akwarele oraz pracowała jako projektantka. Jej prace znajdują się w zbiorach w Galerii Trietiakowskiej i Rosyjskiego Muzeum Państwowego w Petersburgu. Były także wystawiane od 1927 r. m.in. Genewie, Brukseli, Kabulu, Damaszku, Oslo, Wiedniu i Turynie. Współpracowała przy projektowaniu radzieckich pawilonów na wystawy sztuki i techniki w Paryżu w 1937 r. oraz Nowym Jorku w 1939 r., a także budynków publicznych. W czasie wojny projektowała nowy grobowiec dla Aleksandra Newskiego.
Zmarła w 1982 r.